# Championnat d'Afrique du Nord des nations des moins de 17 ans 2006
Navigation
Édition suivante
Le Championnat d'Afrique du Nord des nations des moins de 17 ans 2006 était la première édition du Tournoi UNAF U-17. Elle s'est tenue en Algérie, où elle a commencé le 22 mars et s'est terminée le 27 mars. L'Algérie a été couronnée championne après un tirage au sort.

## Équipes participantes
- Algérie
- Égypte
- Tunisie

## Compétition
| Rang | Équipe  | Pts | J | G | N | P | Bp | Bc | Diff |  | Résultats (▼ dom., ► ext.) | Algérie | Tunisie | Égypte |
| ---- | ------- | --- | - | - | - | - | -- | -- | ---- |  | -------------------------- | ------- | ------- | ------ |
| 1    | Algérie | 2   | 2 | 0 | 2 | 0 | 0  | 0  | 0    |  | Algérie                    |         | 0-0     | 0-0    |
| 2    | Tunisie | 2   | 2 | 0 | 2 | 0 | 0  | 0  | 0    |  | Tunisie                    |         |         | 0-0    |
| 3    | Égypte  | 2   | 2 | 0 | 2 | 0 | 0  | 0  | 0    |  | Égypte                     |         |         |        |

### Détaille des matchs
| 22 mars 2006 | Algérie | 0 - 0   | Tunisie | Rouiba |
|              |         | (0 - 0) |         |        |
|              | Report  |         |         |        |

| 25 mars 2006 | Égypte | 0 - 0   | Tunisie | Réghaïa |
|              |        | (0 - 0) |         |         |

| 27 mars 2006 | Algérie | 0 - 0   | Égypte | Réghaïa |
|              |         | (0 - 0) |        |         |
|              | Report  |         |        |         |

## Vainqueur
| Championnat d'Afrique du Nord des nations des moins de 17 ans Vainqueur 2006 |
| ---------------------------------------------------------------------------- |
| Algérie Premier titre                                                        |

## Meilleurs buteurs
Aucun